# Sobór Opieki Matki Bożej w Krasnojarsku
Sobór Opieki Matki Bożej – prawosławny sobór w Krasnojarsku, katedra eparchii krasnojarskiej oraz metropolii krasnojarskiej.
Cerkiew została wzniesiona w stylu baroku syberyjskiego w latach 1785–1795. Budynek był przebudowywany w XIX w. – dokonano wówczas wymiany dachu, poszerzono cały obiekt i wykonano dekorację malarską jego wnętrza.
Świątynia została zamknięta dla celów kultowych w latach 30. XX wieku i ponownie otwarta dopiero w czasie II wojny światowej. Działała do 1961, kiedy została ponownie odebrana Rosyjskiemu Kościołowi Prawosławnemu i zaadaptowana na pracownię rzeźbiarską. Funkcję tę spełniała do 1978, gdy po dokonaniu prac konserwatorskich otwarto w niej galerię sztuki. Budowla ponownie została przekazana na cele kultowe w 1989.